# Dinotrema areolatum
Dinotrema areolatum är en stekelart som först beskrevs av Stelfox och Graham 1950.  Dinotrema areolatum ingår i släktet Dinotrema och familjen bracksteklar. Inga underarter finns listade i Catalogue of Life.